# التذكيرات (أبل)
التذكيرات (بالإنجليزية: Reminders)‏ و برنامج لإدارة المهام طورته شركة أبل. لمنصات آي أو إس وماك أو إس وووتش أو إس الخاصة بها والذي يسمح للمستخدمين بإنشاء قوائم وتعيين إشعارات لأنفسهم. تم تقديم التطبيق لأول مرة في آي أو إس 5 وماك أو إس 10.8 إكس «ماونتين ليون» وتمت إعادة بنائه من الألف إلى الياء مع إصدار آي أو إس 13.

## الميزات
يتم تصنيف التذكيرات إلى أربع فئات يمكن العثور عليها في الجزء العلوي من الشاشة؛ «اليوم»، و«المجدول»، و«الكل»، و«المميز». ويمكن للمستخدمين أيضًا إنشاء قوائم خاصة بهم من التذكيرات. ويمكن وضع التذكيرات الجديدة في قوائم أو تعيينها كمهام فرعية ويمكن أن تتضمن العديد من التفاصيل بما في ذلك: علامة أولوية، وملاحظة حول التذكير، وصورة أو مرفق محدد موقع الموارد الموحد.
تظهر المهام في مركز الإشعارات قبل 24 ساعة من وقت تعيين التذكير. بالإضافة إلى ذلك، يمكن تعيين التنبيهات للتذكيرات، وإرسال إشعار للمستخدمين في وقت وتاريخ معينين، أو عند عبور سياج جغرافي حول منطقة ما، أو عند بدء كتابة رسالة إلى جهة اتصال محددة. إذا تم تعيين تنبيه قائم على الوقت، فيمكن تكراره كل يوم أو أسبوع أو أسبوعين أو شهر أو عام.
يمكن وضع علامة على التذكيرات على أنها مكتملة (محددة) وإخفاؤها تلقائيًا. ويمكن مزامنة القوائم بين آي أو إس وماك أو إس من خلال آي كلاود بالإضافة إلى مشاركتها مع جهات اتصال أخرى. بمجرد المشاركة، يمكن لأي شخص لديه حق الوصول إلى القائمة إضافة المهام أو إكمالها ويمكن تعيين تذكيرات محددة لأشخاص مختلفين.